# Seznam dílů seriálu Merlin
Toto je seznam dílů seriálu Merlin. Středověké fantasy drama Merlin, známé též jako Merlinova dobrodružství (v anglickém originále The Adventures of Merlin) vysílala britská televizní stanice BBC One od 20. září 2008 do 24. prosince 2012. V ČR jej premiérově vysílala od podzimu 2010 stanice AXN Sci-Fi, přičemž 4. řadu odvysílala nejprve stanice AXN a až potom AXN Sci-Fi. Rovněž 5. řadu odvysílala jako první stanice AXN.

## Přehled řad
| Řada | Díly | Premiéra ve VB | Premiéra ve VB    | Premiéra v ČR                                   | Premiéra v ČR                                   |
| Řada | Díly | První díl      | Poslední díl      | První díl                                       | Poslední díl                                    |
| ---- | ---- | -------------- | ----------------- | ----------------------------------------------- | ----------------------------------------------- |
| 1    | 13   | 20. září 2008  | 13. prosince 2008 | 18. listopadu 2010                              | 30. prosince 2010                               |
| 2    | 13   | 19. září 2009  | 19. prosince 2009 | 4. ledna 2011                                   | 15. února 2011                                  |
| 3    | 13   | 11. září 2010  | 4. prosince 2010  | 8. června 2011                                  | 19. července 2011                               |
| 4    | 13   | 1. října 2011  | 24. prosince 2011 | 15. srpna 2012 (AXN) 12. září 2012 (AXN Sci-Fi) | 31. srpna 2012 (AXN) 26. září 2012 (AXN Sci-Fi) |
| 5    | 13   | 6. října 2012  | 24. prosince 2012 | 19. října 2013                                  | 30. listopadu 2013                              |

## Seznam dílů

### První řada (2008)
| Č. v seriálu | Č. v řadě | Původní název             | Český název           | Režie       | Scénář         | Premiéra ve VB (BBC One) | Premiéra v ČR (AXN Sci-Fi) |
| ------------ | --------- | ------------------------- | --------------------- | ----------- | -------------- | ------------------------ | -------------------------- |
| 1            | 1         | The Dragon's Call         | Dračí volání          | James Hawes | Julian Jones   | 20. září 2008            | 18. listopadu 2010         |
| 2            | 2         | Valiant                   | Valiant               | James Hawes | Howard Overman | 27. září 2008            | 23. listopadu 2010         |
| 3            | 3         | The Mark of Nimueh        | Známka Nimueh         | James Hawes | Julian Jones   | 4. října 2008            | 25. listopadu 2010         |
| 4            | 4         | The Poisoned Chalice      | Otrávený kalich       | Ed Fraiman  | Ben Vanstone   | 11. října 2008           | 30. listopadu 2010         |
| 5            | 5         | Lancelot                  | Lancelot              | Ed Fraiman  | Jake Michie    | 18. října 2008           | 2. prosince 2010           |
| 6            | 6         | A Remedy to Cure All Ills | Lék na všechny neduhy | Ed Fraiman  | Julian Jones   | 25. října 2008           | 7. prosince 2010           |
| 7            | 7         | The Gates of Avalon       | Brány Avalonu         | Jeremy Webb | Ben Vanstone   | 1. listopadu 2008        | 9. prosince 2010           |
| 8            | 8         | The Beginning of the End  | Začátek konce         | Jeremy Webb | Howard Overman | 8. listopadu 2008        | 2010                       |
| 9            | 9         | Excalibur                 | Excalibur             | Jeremy Webb | Julian Jones   | 15. listopadu 2008       | 2010                       |
| 10           | 10        | The Moment of Truth       | Okamžik pravdy        | David Moore | Ben Vanstone   | 22. listopadu 2008       | 22. prosince 2010          |
| 11           | 11        | The Labyrinth of Gedref   | Legenda jednorožců    | Stuart Orme | Howard Overman | 29. listopadu 2008       | 23. prosince 2010          |
| 12           | 12        | To kill the King          | Smrt krále            | Stuart Orme | Jake Michie    | 6. prosince 2008         | 28. prosince 2010          |
| 13           | 13        | Le Morte d'Arthur         | Merlin a staré síly   | David Moore | Julian Jones   | 13. prosince 2008        | 30. prosince 2010          |

### Druhá řada (2009)
| Č. v seriálu | Č. v řadě | Původní název                 | Český název                | Režie           | Scénář         | Premiéra ve VB (BBC One) | Premiéra v ČR (AXN Sci-Fi) |
| ------------ | --------- | ----------------------------- | -------------------------- | --------------- | -------------- | ------------------------ | -------------------------- |
| 14           | 1         | The Curse of Cornelius Sigan  | Prokletí Corneliuse Sigana | David Moore     | Julian Jones   | 19. září 2009            | 4. ledna 2011              |
| 15           | 2         | The Once and Future Queen     | Bývalá a budoucí královna  | Jeremy Webb     | Howard Overman | 26. září 2009            | 6. ledna 2011              |
| 16           | 3         | The Nightmare Begins          | Noční můra začíná          | Jeremy Webb     | Ben Vanstone   | 3. října 2009            | 11. ledna 2011             |
| 17           | 4         | Lancelot and Guinevere        | Lancelot a Gwen            | David Moore     | Howard Overman | 10. října 2009           | 13. ledna 2011             |
| 18           | 5         | Beauty and the Beast (Part 1) | Kráska a bestie (1. část)  | David Moore     | Jake Michie    | 24. října 2009           | 18. ledna 2011             |
| 19           | 6         | Beauty and the Beast (Part 2) | Kráska a bestie (2. část)  | Metin Huseyin   | Ben Vanstone   | 31. října 2009           | 20. ledna 2011             |
| 20           | 7         | The Witchfinder               | Lovec čarodějnic           | Jeremy Webb     | Jake Michie    | 7. listopadu 2009        | 25. ledna 2011             |
| 21           | 8         | The Sins of the Father        | Hříchy Otce                | Metin Huseyin   | Howard Overman | 14. listopadu 2009       | 27. ledna 2011             |
| 22           | 9         | The Lady of the Lake          | Jezerní dáma               | Metin Huseyin   | Julian Jones   | 21. listopadu 2009       | 1. února 2011              |
| 23           | 10        | Sweet Dreams                  | Sladké sny                 | Alice Troughton | Lucy Watkins   | 28. listopadu 2009       | 3. února 2011              |
| 24           | 11        | The Witch's Quickening        | Probuzení čarodějnice      | Alice Troughton | Jake Michie    | 5. prosince 2009         | 8. února 2011              |
| 25           | 12        | The Fires of Idirsholas       | Ohně Idirsholasu           | Jeremy Webb     | Julian Jones   | 12. prosince 2009        | 10. února 2011             |
| 26           | 13        | The Last Dragonlord           | Poslední pán draků         | Jeremy Webb     | Julian Jones   | 19. prosince 2009        | 15. února 2011             |

### Třetí řada (2010)
| Č. v seriálu | Č. v řadě | Původní název                         | Český název                      | Režie           | Scénář         | Premiéra ve VB (BBC One) | Premiéra v ČR (AXN Sci-Fi) |
| ------------ | --------- | ------------------------------------- | -------------------------------- | --------------- | -------------- | ------------------------ | -------------------------- |
| 27           | 1         | The Tears of Uther Pendragon (Part 1) | Slzy Uthera Pendragona (1. část) | Jeremy Webb     | Julian Jones   | 11. září 2010            | 8. června 2011             |
| 28           | 2         | The Tears of Uther Pendragon (Part 2) | Slzy Uthera Pendragona (2. část) | Jeremy Webb     | Julian Jones   | 18. září 2010            | 9. června 2011             |
| 29           | 3         | Goblin's Gold                         | Goblinovo zlato                  | Jeremy Webb     | Howard Overman | 25. září 2010            | 14. června 2011            |
| 30           | 4         | Gwaine                                | Gwaine                           | David Moore     | Julian Jones   | 16. června 2011          | 2. října 2010              |
| 31           | 5         | The Crystal Cave                      | Křišťálová jeskyně               | Alice Troughton | Julian Jones   | 21. června 2011          | 9. října 2010              |
| 32           | 6         | The Changeling                        | Podvržené dítě                   | David Moore     | Lucy Watkins   | 16. října 2010           | 23. června 2011            |
| 33           | 7         | The Castle of Fyrien                  | Fyrienin hrad                    | David Moore     | Jake Michie    | 23. října 2010           | 28. června 2011            |
| 34           | 8         | The Eye of the Phoenix                | Oko fénixe                       | Alice Troughton | Julian Jones   | 30. října 2010           | 30. června 2011            |
| 35           | 9         | Love in the Time of Dragons           | Láska v čase draků               | Alice Troughton | Jake Michie    | 6. listopadu 2010        | 5. července 2011           |
| 36           | 10        | Queen of Hearts                       | Srdcová královna                 | Ashley Way      | Howard Overman | 13. listopadu 2010       | 7. července 2011           |
| 37           | 11        | The Sorcerer's Shadow                 | Čarodějův stín                   | Ashley Way      | Julian Jones   | 20. listopadu 2010       | 12. července 2011          |
| 38           | 12        | The Coming of Arthur (Part 1)         | Příchod Artuše (1. část)         | Jeremy Webb     | Jake Michie    | 27. listopadu 2010       | 14. července 2011          |
| 39           | 13        | The Coming of Arthur (Part 2)         | Příchod Artuše (2. část)         | Jeremy Webb     | Julian Jones   | 4. prosince 2010         | 19. července 2011          |

### Čtvrtá řada (2011)
| Č. v seriálu | Č. v řadě | Původní název               | Český název                  | Režie             | Scénář          | Premiéra ve VB (BBC One) | Premiéra v ČR (AXN) | Uvedení na AXN Sci-Fi |
| ------------ | --------- | --------------------------- | ---------------------------- | ----------------- | --------------- | ------------------------ | ------------------- | --------------------- |
| 40           | 1         | The Darkest Hour (Part 1)   | Nejtemnější hodina (1. část) | Alice Troughton   | Julian Jones    | 1. října 2011            | 15. srpna 2012      | 12. září 2012         |
| 41           | 2         | The Darkest Hour (Part 2)   | Nejtemnější hodna (2. část)  | Alice Troughton   | Julian Jones    | 8. října 2011            | 16. srpna 2012      | 14. září 2012         |
| 42           | 3         | The Wicked Day              | Zlý den                      | Alice Troughton   | Howard Overman  | 15. října 2011           | 17. srpna 2012      | 14. září 2012         |
| 43           | 4         | Aithusa                     | Aithusa                      | Alex Pillai       | Julian Jones    | 22. října 2011           | 20. srpna 2012      | 17. září 2012         |
| 44           | 5         | His Father's Son            | Syn svého otce               | Alex Pillai       | Jake Michie     | 29. října 2011           | 21. srpna 2012      | 17. září 2012         |
| 45           | 6         | A Servant of Two Masters    | Sluha dvou pánů              | Alex Pillai       | Lucy Watkins    | 5. listopadu 2011        | 22. srpna 2012      | 19. září 2012         |
| 46           | 7         | The Secret Sharer           | Tajný podílník               | Justin Molotnikov | Julian Jones    | 12. listopadu 2011       | 23. srpna 2012      | 19. září 2012         |
| 47           | 8         | Lamia                       | Upír                         | Justin Molotnikov | Jake Michie     | 19. listopadu 2011       | 24. srpna 2012      | 21. září 2012         |
| 48           | 9         | Lancelot du Lac             | Lancelot du Lac              | Justin Molotnikov | Lucy Watkins    | 26. listopadu 2011       | 27. srpna 2012      | 21. září 2012         |
| 49           | 10        | A Herald of the New Age     | Posel nové doby              | Jeremy Webb       | Howard Overman  | 3. prosince 2011         | 28. srpna 2012      | 24. září 2012         |
| 50           | 11        | The Hunter's Heart          | Srdce lovce                  | Jeremy Webb       | Richard McBrien | 10. prosince 2011        | 29. srpna 2012      | 24. září 2012         |
| 51           | 12        | Sword in the Stone (Part 1) | Meč v kameni (1. část)       | Alice Troughton   | Jake Michie     | 17. prosince 2011        | 30. srpna 2012      | 26. září 2012         |
| 52           | 13        | Sword in the Stone (Part 2) | Meč v kameni (2. část)       | Alice Troughton   | Julian Jones    | 24. prosince 2011        | 31. srpna 2012      | 26. září 2012         |

### Pátá řada (2012)
| Č. v seriálu | Č. v řadě | Původní název                     | Český název                    | Režie             | Scénář          | Premiéra ve VB (BBC One) | Premiéra v ČR (AXN) |
| ------------ | --------- | --------------------------------- | ------------------------------ | ----------------- | --------------- | ------------------------ | ------------------- |
| 53           | 1         | Arthur's Bane (Part 1)            | Artušovo prokletí (1. část)    | Justin Molotnikov | Julian Jones    | 6. října 2012            | 19. října 2013      |
| 54           | 2         | Arthur's Bane (Part 2)            | Artušovo prokletí (2. část)    | Justin Molotnikov | Julian Jones    | 13. října 2012           | 26. října 2013      |
| 55           | 3         | The Death Song of Uther Pendragon | Úmrtní píseň Uthera Pendragona | Justin Molotnikov | Howard Overman  | 20. října 2012           | 26. října 2013      |
| 56           | 4         | Another's Sorrow                  | Další utrpení                  | Ashley Way        | Jake Michie     | 27. října 2012           | 2. listopadu 2013   |
| 57           | 5         | The Disir                         | The Disir                      | Ashley Way        | Jake Michie     | 3. listopadu 2012        | 2. listopadu 2013   |
| 58           | 6         | The Dark Tower                    | Temná věž                      | Ashley Way        | Julian Jones    | 10. listopadu 2012       | 9. listopadu 2013   |
| 59           | 7         | A Lesson in Vengeance             | Lekce pomsty                   | Alice Troughton   | Jake Michie     | 17. listopadu 2012       | 9. listopadu 2013   |
| 60           | 8         | The Hollow Queen                  | Falešná královna               | Alice Troughton   | Julian Jones    | 24. listopadu 2012       | 16. listopadu 2013  |
| 61           | 9         | With All My Heart                 | Celým svým srdcem              | Alice Troughton   | Richard McBrien | 1. prosince 2012         | 16. listopadu 2013  |
| 62           | 10        | The Kindness of Strangers         | Laskavost cizinců              | Declan O'Dwyer    | Richard McBrien | 8. prosince 2012         | 23. listopadu 2013  |
| 63           | 11        | The Drawing of the Dark           | Kresba z temnoty               | Declan O'Dwyer    | Julian Jones    | 15. prosince 2012        | 23. listopadu 2013  |
| 64           | 12        | The Diamond of the Day (Part 1)   | Diamantový den (1. část)       | Justin Molotnikov | Jake Michie     | 22. prosince 2012        | 30. listopadu 2013  |
| 65           | 13        | The Diamond of the Day (Part 2)   | Diamantový den (2. část)       | Justin Molotnikov | Julian Jones    | 24. prosince 2012        | 30. listopadu 2013  |

## Speciální díly

### Děti v nouzi
| Původní název | Režie | Scénář | Premiéra ve VB (BBC One) |
| --- | ----- | ------ | ------------------------ |
| Merlin in Need 2008 | –     | –      | 14. listopadu 2008       |
| Říše shání peníze pro obří stvoření Pudsey házením shnilé zeleniny na Merlina. Dvě minuty trvající úryvek pro charitativní kampaň BBC „Děti v nouzi“ (Children in Need). |       |        |                          |
| Merlin in Need 2009 | –     | –      | 20. listopadu 2009       |
| Vlivný čaroděj je na svobodě, v Kamelotu je všechno moderní. Dvě minuty trvající úryvek pro „Děti v nouzi“.                                                              |       |        |                          |
| Merlin in Need 2010 | –     | –      | 19. listopadu 2010       |
| Herci seriálu Merlin vyzývají k darování peněz na „Děti v nouzi“ s prostřihy nepoužitých záběrů ze seriálu.                                                              |       |        |                          |

### Exkluzivní dokument BBC Wales
| Původní název | Režie        | Scénář | Premiéra ve VB (BBC Wales) |
| --- | ------------ | ------ | -------------------------- |
| The Real Merlin and Arthur | Mark Procter | –      | 28. listopadu 2009         |
| Hvězdy seriálu Merlin, Colin Morgan a Bradley James, vyrazili napříč Walesem zkoumat staleté legendy o králi Artušovi a jeho kouzelníkovi Merlinovi. Cestou se setkávají s nadšenci a odborníky na Artušovské tradice. |              |        |                            |

### Secrets and Magic
K druhé řadě seriálu vznikla také doprovodná dokumentární řada Secrets and Magic (možný překlad: Tajemství a kouzla), která se zaměřovala na vznik jednotlivých epizod seriálu Merlin, obsahovala rozhovory s herci a tvůrci i záběry z natáčení. Jednotlivé díly byly čtvrthodinové, pilotní díl trval 50 minut. Tuto sérii z produkce režiséra Marka Proctera a producentky Gillian Seaborneové vysílala stanice BBC Three.
| Pořadí v seriálu | Původní název           | Premiéra ve VB (BBC Three) | Produkční kód |
| ---------------- | ----------------------- | -------------------------- | ------------- |
| 0                | Welcome to Camelot      | 19. září 2009              | 1.X           |
| 1                | Merlin Time             | 20. září 2009              | 1.1           |
| 2                | Fit For a King          | 2. října 2009              | 1.2           |
| 3                | Casting the Magic       | 9. října 2009              | 1.3           |
| 4                | Maid to be Queen        | 12. října 2009             | 1.4           |
| 5                | Trolly Dolly            | 24. října 2009             | 1.5           |
| 6                | Con-troll Freak         | 2. listopadu 2009          | 1.6           |
| 7                | Witch Hunt              | 9. listopadu 2009          | 1.7           |
| 8                | A Family Affair         | 16. listopadu 2009         | 1.8           |
| 9                | Hardwork and Heartbreak | 22. listopadu 2009         | 1.9           |
| 10               | Love Fool               | 28. listopadu 2009         | 1.10          |
| 11               | Beauty & the Thief      | 6. prosince 2009           | 1.11          |
| 12               | The Dragon's Den        | 13. prosince 2009          | 1.12          |
| 13               | That's a Wrap           | 21. prosince 2009          | 1.13          |